# Tōei Animation
Tōei Animation K.K. (japanisch 東映アニメーション株式会社, Tōei Animēshon Kabushiki-gaisha, englisch Toei Animation Co., Ltd.) ist ein an der JASDAQ gehandeltes Filmstudio für die Produktion von Anime.

## Geschichte
1948 wurde das Unternehmen Tōei, das vor allem Realfilme produzierte, die als Vorfilme in den Kinos liefen, gegründet. Sie ging aus dem Eisenbahnunternehmen der Tokyo-Yokohama-Linie hervor, das selbst viele Kinos an den Bahnhöfen betrieben hatte. 1951 formte es sich zu einem größeren Unternehmen, als das wirtschaftlich angeschlagene Studio Ōizumi Eiga erworben wurde. Die Belegschaft wuchs durch Japaner, die nach Ende des Bürgerkriegs in China aus der Mandschurei zurückkehrten. Im Juli 1956 kaufte Toei das 1947 von Masaoka Kenzō gegründete Trickfilmstudio Nichidō Eiga K.K. (日動映画株式会社, deutsch „Japan-Animationsfilme“). Das größte japanische Animationsstudio seiner Zeit hatte in der Zeit bis dahin vor allem Kurz- und Werbefilme, vor allem auch für das noch junge Fernsehen, produziert. Nach der Umbenennung in Tōei Dōga K.K. (東映動画株式会社, deutsch „Tōei-Animationen“) sollten nun größere Produktionen in Angriff genommen werden. Studiochef wurde der frühere Eisenbahn-Manager Ōkawa Hiroshi. Bereits damals lautete der internationale Name Toei Animation Co., Ltd. Die erste Anime-Produktion des neuen Studios war im Mai 1957 der schwarz-weiße Kurzfilm Koneko no Rakugaki (engl. Kitty's graffiti) von Yasuji Mori. Im gleichen Jahr entstand der antikommunistische Propagandafilm Hanuman no Atarashii Bōken für die amerikanische Botschaft in Bangkok. Diese Produktionen dienten auch als Übung für das eigentliche Ziel, einen abendfüllenden Spielfilm zu produzieren.
Den ersten großen Erfolg erreichte Tōei Animation im Oktober 1958: Hakujaden (白蛇伝) war der erste abendfüllende, farbige Anime-Kinofilm. Er gewann zahlreiche internationale Auszeichnungen und kam drei Jahre später als Panda and the Magic Serpent als erster Anime in die US-Kinos sowie in weitere Länder. Der Film war damit auch der erste Auslandserfolg der japanischen Animationsbranche. Es folgten weitere Spielfilme und ein stetiger Aufbau der Belegschaft.  In den anfangs noch großen auftragsfreien Zeiten zwischen den Spielfilmen konnten die Animatoren eigene kleine Projekte verfolgen und neu hinzugekommene Kollegen anlernen. 1962 war der Stab so weit gewachsen, dass zwei Teams gebildet werden konnten, die zwei große Projekte gleichzeitig verfolgen konnten. Dabei wurden die Produktionsmethoden professionalisiert und man konnte erstmals in Japan an den Stand in der amerikanischen Filmwirtschaft herankommen. Außerdem erwarb sich das Studio einen Ruf als gut Ausbildungsstätte der Branche. Tatsächlich gingen viele der hier ausgebildeten später zu anderen Studios oder gründeten eigene, sodass Tōei erheblichen Einfluss auf die Entwicklung der Branche hatte. Unter anderem arbeitete der spätere Oscar-Preisträger Hayao Miyazaki in dieser Zeit für das Studio, das seine Vision von Spielfilmen prägte. Fernseh-Anime-Pionier Osamu Tezuka arbeitete 1960 für die Verfilmung dreier seiner Mangas mit dem Studio zusammen und sammelte dabei Erfahrungen mit dem Medium, ehe er im Jahr darauf sein eigenes Studio gründete.
Mit dem wachsenden Stab des Studios wuchsen im Lauf der 1960er Jahre jedoch auch die Unterschiede in der Belegschaft und die Spannungen zwischen Festangestellten und schlechter bezahlten freien Mitarbeitern nahmen zu. Auch unter den Festangestellten waren die Unterschiede groß und für fast alle die Arbeitsbedingungen hart. So kam es im Laufe des Jahrzehnts immer wieder zu Arbeitskämpfen und Streiks, was ebenfalls den Weggang von Mitarbeitern zu anderen Studios beförderte. Auch die guten Ausbildungsbedingungen der Anfangszeit verschwanden mit der zunehmend besseren Auftragslage und Konkurrenz. Durch finanziellen Druck, später auch von im Laufe der Zeit dazugekommenen Konkurrenten, veränderte sich auch der Stil des Studios hin zu Limited Animation, insbesondere wurde das Charakterdesign einfacher und schneller zu zeichnen. Diese Entwicklung setzte sich vor allem bei Fernsehproduktionen fort. Die erste Serie aus dem Studio von Tōei war 1963 Ōkami Shōnen Ken, die ihre Premiere nicht lange nach der ersten Animeserie Astro Boy von Tezuka hatte. Sie entstand mit einem Team von sechs Animatoren unter der Leitung von Tsukioka Sadao. Einige Folgen wurden mit einer Kinoaufführung zweitverwertet, womit Tōei eine neue Art der Zweitverwertung von Animes etablierte. Im Jahr 1969 entstand der Film Nagagutsu o Haita Neko (長靴をはいた猫, in der DDR als Der gestiefelte Kater, in der BRD als Perix der Kater und die drei Mausketiere im Verleih genommen), dessen Hauptfigur, der Kater Pero, seither das Maskottchen des Studios ist.
Die jährliche Produktion von Kinofilmen für ein Kinder- und Familienpublikum hielt auch nach den 1960er Jahren an. Seit 1964 veranstaltete das Studio mit Manga matsuri ein Filmfestival, auf dem neue Filme, Kurzfilme und Zusammenschnitte aus Fernsehserien für ein junges Publikum gezeigt wurden und das sich als zuverlässige Einnahmequelle und Institution zur Bindung des Publikums etablierte. Zu Beginn der 1970er Jahre kam es, in Folge von Kürzungen während der Wirtschaftskrise, ein letztes Mal dazu, dass viele Animatoren das Studio verließen und eigene Unternehmen gründeten oder sich Neugründungen anschlossen.
Im Laufe der 1990er Jahre digitalisierte das Studio nach und nach seinen gesamten Produktionsprozess. Bereits 1974 hatte Präsident Imada Chiaki eine Arbeitsgruppe eingesetzt, die die Potentiale des Computereinsatzes in der Trickfilmproduktion ausloten sollte. Dessen Empfehlungen wurden 1986 umgesetzt, als Fujitsu mit der Entwicklung des CATAS (Computer Aided Tōei Animation System) beauftragt wurde. Über diesen 1991 fertiggestellten Server sollten die digitalisierten Produktionsprozesse abgewickelt werden. Danach wurde das System schrittweise ausgebaut, soweit es die Erschwinglichkeit und Leistung der Hardware erlaubte. Bis 1995 wurden die Aufnahmegeräte auf Computersteuerung umgebaut. Ab 1992 baute Tōei ein Programmpaket unter dem Namen RETAS (Revolutionary Engineering Total Animation System) auf, dass alle Prozesse der Produktion abbilden sollte: Stylos für Zeichnungen, Traceman für Zwischenphasenbilder, Paintman für die Kolorierung und Core RETAS für Rendering und Koordinierung. Später wurde Movie Edit Pro für Schnitt und Effekte ergänzt. Ab 1993 eingesetzt konnte das System sofort 20 % der Produktionskosten einsparen und wurde später auch anderen Studios eingesetzt. Ab 1997 wurden neue Produktionen nur noch digital durchgeführt und laufende Serien auf die neuen Prozesse umgestellt. Über einen weiteren Server und Netzwerk wurde direkter Austausch mit den Nachunternehmern in anderen Ländern aufgebaut, deren Produktion nun unmittelbar übermittelt werden konnte.
Im Oktober 1998 erfolgte die Umbenennung in Tōei Animation K.K.

## Izumi Tōdō
Bei einigen Werken (z. B. DoReMi, Ashita no Nadja und Pretty Cure) von Toei Animation wird als Schöpfer Izumi Tōdō (東堂 いづみ, Tōdō Izumi) angegeben. Dies ist wie bei Hajime Yatate von Sunrise jedoch keine real existierende Person, sondern ein kollektives Pseudonym der Mitarbeiter bei Toei Animation. Der Name ist abgeleitet von Tōei Dōga Ōizumi Studio, wobei Ōizumi der Stadtteil ist in dem sich das Produktionsstudio seit Januar 1957 befindet.

## Produktionen
Seit seiner Gründung hat Toei Animation eine nahezu unüberschaubar große Zahl von Anime produziert und ist mit vielen anderen Studios durch Kooperationen verbunden. Heutzutage werden sehr viele Anime-Serien, die mit einem großen Anteil zusätzlicher Merchandising-Artikel vermarktet werden (Digimon, One Piece, Yu-Gi-Oh! und andere), von Toei Animation produziert.

### Filme
- 1958: Erzählung einer weißen Schlange
- 1959: Der Zauberer und die Banditen
- 1960: Alakazam – König der Tiere
- 1961: Anju to Zushio-maru
- 1962: Arabian Night: Sindbad no Bōken
- 1963: Wan Wan Chūshingura
- 1963: Wanpaku Oji no Orochi Taiji
- 1966: Cyborg 009
- 1967: Cyborg 009 Kaishū Sensō
- 1968: Andersen Monogatari Match Uri no Shōjo
- 1968: Taiyō no Ōji: Horusu no Daibōken
- 1969: Der gestiefelte Kater
- 1970: Chibikko Remi to Meiken Kapi
- 1971: Alibaba to Yonjūbiki no Tōzuku
- 1971: Die Schatzinsel
- 1972: Der gestiefelte Kater im Wilden Westen
- 1973: Mazinger Z Vs. Devilman
- 1974: Mazinger Z tai Ankoku Daishōgun
- 1974: Mazinger Z Vs. Dr. Hell
- 1975: Andersen Dōwa - Ningyo Hime
- 1975: Great Mazinger tai Getter Robo
- 1975: Great Mazinger tai Getter Robo G - Kūchū Dai-Gekitotsu
- 1975: UFO Robo Grendizer Daikaijū
- 1976: Der gestiefelte Kater reist um die Welt
- 1976: Grendizer - Getter Robo G - Great Mazinger Kessen! Daikaijū
- 1976: UFO Robo Grendizer tai Great Mazinger
- 1977: Die wilden Schwäne
- 1978: Candy Candy: Candy no Natsu Yasumi
- 1978: Candy Candy: Haru no Yobigoe
- 1978: Däumelinchen
- 1978: Uchū Kaizoku Captain Harlock Arcadia Go no Nazo
- 1979: Ginga Tetsudō 999
- 1979: SF Saiyūki Starzinger
- 1979: Taro, der kleine Drachenjunge
- 1980: Chikyū e…
- 1980: Ginga Tetsudō 999: Glass no Clair
- 1980: Raumstation Cyborg 009
- 1981: Akuma to Himegimi
- 1981: Dr. Slump Arale-chan: Hello! Wonder Island
- 1981: Sayonara Ginga Tetsudō 999: Andromeda Shuchakueki
- 1981: Schwanensee
- 1982: Aladin und die Wunderlampe
- 1982: Dr. Slump „Hoyoyo!“ Uchū Daibōken
- 1982: Das Ende aller Tage
- 1982: Die Königin der tausend Jahre
- 1982: Waga Seishun no Arcadia
- 1982: Waga Seishun no Arcadia
- 1983: Dr. Slump Arale-chan: Hoyoyo! Sekai Isshū Dai-Race
- 1984: Dr. Slump Arale-chan: Hoyoyo! Nanaba-jō no Hihō
- 1985: Akuma Shima no Prince: Mitsume ga Tōru
- 1985: Dr. Slump Arale-chan: Hoyoyo! Yume no Miyako Mecha Police
- 1985: Gegege no Kitarō
- 1986: Ai City
- 1986: Dragon Ball – The Movie: Die Legende von Shenlong
- 1986: Gegege no Kitarō: Gekitotsu!! Ijigen Yōkai no Daihanran
- 1986: Gegege no Kitarō: Saikyō Yōkai Gundan! Nihon Jōriku!!
- 1986: Gegege no Kitarō: Yōkai Daisensō
- 1986: Seikimatsu Kyūseishu Densetsu Hokuto no Ken
- 1987: Dragonball – The Movie: Das Schloss der Dämonen
- 1987: Saint Seiya: Jashin Erisu
- 1988: Bikkuriman: Moen Zone no Himitsu
- 1988: Bikkuriman: Taiichiji Seima Taisen
- 1988: Dragonball – The Movie: Son-Gokus erstes Turnier
- 1988: Saint Seiya: Kamigami no Atsuki Tatakai
- 1988: Saint Seiya: Shinku no Shōnen Densetsu
- 1989: Akuma-kun
- 1989: Dragon Ball Z – The Movie: Die Todeszone des Garlic jr.
- 1989: Himitsu no Akko-chan
- 1989: Himitsu no Akko-chan: Umi da! Obake da!! Natsu Matsuri
- 1989: Saint Seiya: Saishu Seisen No Senshi Tachi
- 1990: Akuma-kun: Yōkoso Akuma Land e!!
- 1990: Dragon Ball Z – The Movie: Der Stärkste auf Erden
- 1990: Dragon Ball Z – The Movie: Die Entscheidungsschlacht
- 1991: Dragon Ball Z – The Movie: Rache für Freezer
- 1991: Dragon Ball Z – The Movie: Super-Saiyajin Son-Goku
- 1991: Dragon Quest: Dai no Daibōken
- 1992: Candy Candy Movie
- 1992: Dragon Ball Z – The Movie: Angriff der Cyborgs
- 1992: Dragon Ball Z – The Movie: Coolers Rückkehr
- 1992: Dragon Quest: Dai no Daibōken Buchiyabure!! Shinsei 6 Daishōgun
- 1992: Dragon Quest: Dai no Daibōken Tachiagare!! Aban no Shito
- 1993: Coo – Der Dino aus dem Meer
- 1993: Dr. Slump Arale-chan: N-cha! Penguin-mura wa Hare nochi Hare
- 1993: Dr. Slump Arale-chan: N-cha! Penguin-mura yori Ai o Komete
- 1993: Dragon Ball Z – The Movie: Der legendäre Super-Saiyajin
- 1993: Dragon Ball Z – The Movie: Super-Saiyajin Son-Gohan
- 1993: Gefährliche Blumen
- 1994: Aoki Densetsu Shoot!
- 1994: Dr. Slump Arale-chan: Hoyoyo!! Tasuketa Same ni Tsurerarete…
- 1994: Dr. Slump Arale-chan: N-cha!! Wakuwaku Heart no Natsuyasumi
- 1994: Dragon Ball Z – The Movie: Angriff der Bio-Kämpfer
- 1994: Dragon Ball Z – The Movie: Brolys Rückkehr
- 1994: Schneeprinzessin Kaguya
- 1994: Slam Dunk
- 1994: Slam Dunk: Zenkoku Seiha da! Sakuragi Hanamichi
- 1995: Dragonball Z – Der Film: Drachenfaust
- 1995: Dragonball Z – Der Film: Fusion
- 1995: Marmalade Boy Eiga
- 1995: Reise ins Land der Träume
- 1995: Slam Dunk: Hoeru Basketman-damashii!! Hanamichi to Rukawa no Atsuki Natsu
- 1995: Slam Dunk: Shōhoku Saidai no Kiki! Moero Sakuragi Hanamichi
- 1996: (Chō) Jigoku Sensei Nūbē
- 1996: Dragonball - Der Weg zur Macht
- 1996: Gegege no Kitarō: Daikaijū
- 1997: Cutie Honey F
- 1997: Gegege no Kitarō: Obake Nighter
- 1997: Gegege no Kitarō: Yōkai Tokkyū! Maboroshi no Kisha
- 1997: Jigoku Sensei Nūbē: Gozen 0-ji Nūbē Shisu!
- 1997: Jigoku Sensei Nūbē: Kyōfu no Natsu Yasumi!! Ayashi no Umi no Densetsu!
- 1997: Tamagotchi Honto no Hanashi
- 1998: Ginga Tetsudō 999: Eternal Fantasy
- 1999: Akihabara Dennō Gumi: 2011-nen no Natsuyasumi
- 1999: Digimon Adventure
- 1999: Doctor Slump: Arale no Bikkuri Bān
- 1999: Yu-Gi-Oh!
- 2000: Digimon Adventure 02: Digimon Hurricane Jōriku!! & Chōzetsu Shinka!! Ōgon no Digimental
- 2000: Digimon Adventure: Bokura no War Game!
- 2000: Eiga Ojamajo Doremi Sharp
- 2000: One Piece – Der Film
- 2001: Digimon Adventure 02: Diablomon no Gyakushū
- 2001: Digimon Tamers: Bōkensha-tachi no Tatakai
- 2001: Eiga Motto! Ojamajo Doremi: Kaeru Ishi no Himitsu
- 2001: Ginga Tetsudō 999: Niji no Michishirube
- 2001: Interstella 5555 – The 5tory of the 5ecret 5tar 5ystem
- 2001: One Piece – Abenteuer auf der Spiralinsel!
- 2002: Digimon Frontier: Kodai Digimon Fukkatsu !!
- 2002: Digimon Tamers: Bōsō Digimon Tokkyū
- 2002: One Piece – Chopper auf der Insel der seltsamen Tiere
- 2003: One Piece – Das Dead End Rennen
- 2004: One Piece – Der Fluch des heiligen Schwerts
- 2004: Saint Seiya: Tenkai Hen Josō – Overture
- 2005: Air
- 2005: Digital Monster X-evolution
- 2005: Futari wa Pretty Cure Max Heart
- 2005: Futari wa Pretty Cure Max Heart 2: Yukizora no Tomodachi
- 2005: One Piece – Baron Omatsuri und die geheimnisvolle Insel
- 2006: Digimon Savers: The Movie: Kyūkyoku Power! Burst Mode Hatsudō!!
- 2006: Futari wa Pretty Cure Splash Star: Tick Tack Kiki Ippatsu!
- 2006: One Piece – Schloss Karakuris Metall-Soldaten
- 2007: Clannad
- 2007: One Piece – Abenteuer in Alabasta – Die Wüstenprinzessin
- 2007: Yes! PreCure 5: Kagami no Kuni no Miracle Daibōken!
- 2008: Gegege no Kitarō: Nippon Bakuretsu!!
- 2008: One Piece – Chopper und das Wunder der Winterkirschblüte
- 2008: Yes! PreCure 5 GoGo!: Okashi no Kuni no Happy Birthday
- 2009: Fresh Pretty Cure!: Omocha no Kuni wa Himitsu ga Ippai!?
- 2009: One Piece – Strong World
- 2009: Pretty Cure All Stars DX: Minna Tomodachi Kiseki no Zen’in Daishūgō!
- 2010: HeartCatch PreCure!: Hana no Miyako de Fashion Show… Desu ka!?
- 2010: Pretty Cure All Stars DX2: Kibō no Hikari Rainbow Jewel o Mamore!
- 2010: Pretty Cure All Stars DX3: Mirai ni Todoke! Sekai o Tsunagu Niji-iro no Hana!
- 2011: One Piece 3D: Mugiwara Chase
- 2011: Pretty Cure All Stars DX: 3D Theatre
- 2011: Suite Precure!: Torimodose! Kokoro ga Tsunagu Kiseki no Melody!
- 2012: One Piece Z
- 2012: Pretty Cure All Stars New Stage: Mirai no Tomodachi
- 2012: Smile PreCure!: Ehon no Naka wa Minna Chiguhagu!?
- 2013: Doki Doki! PreCure: Mana Kekkon!!? Mirai ni Tsunagu Kibō no Dress
- 2013: Dragonball Z: Kampf der Götter
- 2013: Pretty Cure All Stars New Stage 2: Kokoro no Tomodachi
- 2014: Happiness Charge PreCure!: Ningyō no Kuni no Ballerina
- 2014: Pretty Cure All Stars New Stage 3: Eien no Tomodachi
- 2015: Dragonball Z: Resurrection ‚F‘
- 2015: Pretty Cure All Stars: Haru no Carnival
- 2016: One Piece Gold
- 2018: Dragonball Super: Broly

### Fernsehserien
- 1963: Ōkami Shōnen Ken
- 1964: Shōnen Ninja Kaze no Fujimaru
- 1966: Mahō Tsukai Sally
- 1967: Bōken Shōnen Shadar
- 1968: Akane-chan
- 1968: Cyborg 009
- 1968: Gegege no Kitarō
- 1969: Himitsu no Akko-chan
- 1971: Apache Yakyugun
- 1971: Gegege no Kitarō
- 1972: Astroganger
- 1972: Calimero
- 1972: Devilman (1972)
- 1972: Mazinger Z
- 1973: Babel II
- 1973: Cutie Honey
- 1973: Dororon Enma-kun
- 1974: Great Mazinger
- 1975: Goldorak
- 1976: Candy Candy
- 1976: Daikū Maryū Gaiking
- 1977: Arrow Emblem Grand Prix no Taka
- 1978: Die Abenteuer des fantastischen Weltraumpiraten Captain Harlock
- 1978: Captain Future
- 1978: Galaxy Express 999
- 1978: Sci-Bots
- 1979: Angel das Blumenmädchen
- 1979: Cyborg 009
- 1979: SF Saiyūki Starzinger II
- 1981: Dr. Slump
- 1981: Hyakujū Ō Golion
- 1982: Asari-chan Ai no Marchen Shōjo
- 1982: Die Königin der tausend Jahre
- 1982: Waga Seishun no Arcadia – Mugen Kido SSX
- 1982: Waga Seishun no Arcadia: Mugen Kidō SSX
- 1983: Rock ’n’ Roll Kids
- 1983: Die tollen Fußballstars
- 1984: God Mazinger
- 1984: Hokuto no Ken
- 1985: Conpora Kid
- 1985: Gegege no Kitarō
- 1986: Dragonball
- 1986: Saint Seiya
- 1987: Bikkuriman
- 1987: Transformer: The Headmasters
- 1988: Gegege no Kitarō: Jigoku-hen
- 1988: Himitsu no Akko-chan
- 1988: Transformer: Chōjin Masterforce
- 1989: Dragon Ball Z
- 1989: Mahō Tsukai Sally
- 1989: Shin Bikkuriman
- 1989: Tatakae! Chō Robot Seimeitai Transformer: Victory
- 1991: Dragon Quest: Dai no Daibōken
- 1992: Calimero
- 1992: Sailor Moon
- 1992: Super Bikkuriman
- 1993: Die Champions – Anpfiff für 11 Freunde
- 1993: Sailor Moon R
- 1993: Slam Dunk
- 1994: Marmalade Boy
- 1994: Sailor Moon S
- 1995: Sailor Moon SuperS
- 1996: Dragon Ball GT
- 1996: Gegege no Kitarō
- 1996: Jigoku Sensei Nūbē
- 1996: Sailor Moon Stars
- 1997: Azumi Mama Mia
- 1997: Cutie Honey F
- 1997: Doctor Slump
- 1997: Kindaichi Shōnen no Jikenbo
- 1998: Himitsu no Akko-chan
- 1998: Shao, die Mondfee
- 1998: Yu-Gi-Oh!
- 1999: Digimon
- 1999: DoReMi
- 1999: Jeanne, die Kamikaze-Diebin
- 1999: One Piece
- 2000: Digimon 02
- 2001: Digimon Tamers
- 2002: Digimon Frontier
- 2002: Kanon
- 2003: Air Master
- 2003: Ashita no Nadja
- 2003: Bobobo-bo Bo-bobo
- 2003: Konjiki no Gash Bell!!
- 2004: Bōken Ō Beet
- 2004: Pretty Cure
- 2005: Futari wa Pretty Cure Max Heart
- 2005: Xenosaga: The Animation
- 2006: Air Gear
- 2006: Ayakashi – Japanese Classic Horror
- 2006: Demashita! Powerpuff Girls Z
- 2006: Digimon Data Squad
- 2006: Futari wa Pretty Cure Splash Star
- 2006: Happy Lucky Bikkuriman
- 2006: Kamisama Kazoku
- 2007: Gegege no Kitarō
- 2007: Lovely Complex
- 2007: Yes! PreCure 5
- 2008: Hakaba Kitarō
- 2008: Yes! PreCure 5 GoGo!
- 2009: Dragonball Kai
- 2009: Fresh Pretty Cure!
- 2010: Digimon Xros Wars
- 2010: HeartCatch PreCure!
- 2011: Digimon Xros Wars – Aku no Death General to Nanatsu no Ōkoku
- 2011: Digimon Xros Wars – Toki o Kakeru Shōnen Hunter-tachi
- 2011: Suite PreCure!
- 2012: Saint Seiya Omega
- 2012: Smile PreCure!
- 2012: Tanken Driland
- 2013: Doki Doki! PreCure
- 2013: Kyōsōgiga
- 2013: Tanken Driland – 1000-nen no Mahō
- 2014: Abarenbō Rikishi!! Matsutarō
- 2014: Dragonball Kai
- 2014: Happiness Charge PreCure!
- 2014: Kindaichi Shōnen no Jikenbo Returns
- 2014: Robot Girls Z
- 2014: World Trigger
- 2015: Dragon Ball Super
- 2015: Go! Princess PreCure
- 2015: Kindaichi Shōnen no Jikenbo Returns
- 2015: Robot Girls Z Plus
- 2016: Tiger Mask W
- 2018: Gegege no Kitarō

### Original Video Animations
- 1986: Tatakae! Chō Robot Seimeitai Transformer: Scramble City Hatsudō-hen
- 1987: Elf 17
- 1988: Akuma no Hanayome - Ran no Kumikyoku
- 1988: Crying Freeman
- 1990: Be-Bop-Highschool
- 1990: Transformer: Zone
- 1990: Vampire Sensō
- 1991: Be-Bop-Highschool: Kaizokuban
- 1991: Sazan Eyes
- 1993: Bad Boys
- 1993: Emblem Take 2
- 1994: Shin Cutie Honey
- 1996: Angel Densetsu
- 1998: Jigoku Sensei Nūbē
- 2000: Wiedersehen mit Shao
- 2002: Saint Seiya: Meiō Hades Jūni-Kyū Hen
- 2004: Interlude
- 2004: Ojamajo Doremi Na-i-sho
- 2004: Re: Cutie Honey
- 2005: Iria: Zeiram – The Animation
- 2005: Saint Seiya: Meiō Hades Meikai Hen Kōshō
- 2006: Zakuro Yashiki
- 2007: Akairo Elegy
- 2007: Eko Eko Azarak
- 2008: Dragon Ball: Hey! Son Goku und seine Freunde kehren zurück!!
- 2008: One Piece: Romance Dawn Story
- 2008: Saint Seiya: Meiō Hades Elysion Hen
- 2009: One Piece Film: Strong World Episode: 0
- 2010: Halo Legends

### Specials
- 1978: Captain Future: Kirei naru Taiyōkei Race
- 1979: Daikyōryu no Jidai
- 1980: Yami no Teiō: Kyūketsuki Dracula
- 1981: Arano no Sakebigoe:  Howl Buck
- 1981: Bokura Mangaka – Tokiwa-sō Monogatari
- 1982: Andromeda Stories
- 1988: Dragonball: Gokū no Kōtsū Anzen
- 1988: Dragonball: Gokū no Shōbō-tai
- 1990: Dragon Ball Z Special: Son-Gokus Vater – Das Bardock Special
- 1993: Dragon Ball Z Special: Die Geschichte von Trunks – Das Trunks Special
- 1995: Bishōjo Senshi Sailor Moon Gaiden: Ami-chan no Hatsukoi
- 1995: Bishōjo Senshi Sailor Moon SuperS Special
- 1996: Dragonball GT – The Movie: Son-Goku Jr.
- 2000: One Piece: Ruffy Rakka! Hikyō, Umi no Heso no Daibōken
- 2003: One Piece: Mamore! Saigo no Daibutai
- 2003: One Piece: Ōunabara ni Hirake! Dekkai Dekkai Chichi no Yume
- 2005: One Piece: Nenmatsu Tokubetsu Kikaku! Mugiwara no Ruffy Oyabun Torimonochō
- 2013: Dream 9 Toriko & One Piece & Dragon Ball Z Chō Collaboration Special!!

### Weitere Anime-Produktionen
- 1957: Koneko no Rakugaki (Kurzfilm)
- 1959: Koneko no Studio (Kurzfilm)
- 1979: Hana no Ko Lunlun (Kurzfilm)
- 1980: Hana no Ko Lunlun: Konnichi wa Sakura no Kuni (Kurzfilm)
- 1982: Asari-chan Ai no Marchen Shōjo (Kurzfilm)
- 1985: Arei no Kagami (Kurzfilm)
- 2006: Futari wa Pretty Cure Splash Star: Maji Doki 3D Theater (Kurzfilm)
- 2011: Kyōsōgiga (Web-Anime)
- 2011: Kyōsōgiga (Web-Anime)
- 2014: Sailor Moon Crystal (Web-Anime)
- 2016: Sailor Moon Crystal: Season 3 (Web-Anime)

## Beteiligung an ausländischen Produktionen (Auswahl)
- Spider-Man und seine außergewöhnlichen Freunde, nur die zweite Staffel (1982)
- The Charmkins, 1983
- Im Land der fantastischen Drachen, 1983/5
- Gallavants, 1984
- Robo Force: The Revenge of Nazgar, TV Special 1984
- The Transformers, die komplette erste Staffel (1984) und einige Folgen aus den Staffeln 2 (1985) und 3 (1986)
  - Transformers – Der Kampf um Cybertron, 1986
- Muppet Babies, nur die ersten drei Staffeln (1984/6)
- Voltron, nur die dritte Staffel (1985)
- G.I. Joe: A Real American Hero, 1985/6
  - G.I. Joe: The Movie, 1987
- Jem and the Holograms, 1985/8
- Mein kleines Pony – Der Spielfilm, 1986
- The Adventures of the American Rabbit, 1986
- Defenders of the Earth – Die Retter der Erde, 1986
- The Real Ghostbusters, nur die dritte Staffel (1987)
- Teenage Mutant Hero Turtles, nur die erste Staffel (1988/9)
- Superman, 1988